# Oyfo Techniekmuseum
Oyfo Techniekmuseum (voorheen: Twents Techniekmuseum HEIM)  is een museum in Hengelo.
Het museum geeft een beeld van de Twentse industrie; verleden, heden en toekomst. In het museum is op een dynamische manier anderhalve eeuw industriële ontwikkeling bijeengebracht. Van stoommachine tot ruimtevaart. Het museum heeft de volgende afdelingen: werktuigbouw, elektrotechniek, radar en detectie, telecommunicatie, textiel, educatie en procestechniek. Het museum beschikt verder over een café, een museumwinkel en een uitgebreide bibliotheek.
Vanaf 1 januari 2017 gaat het techniekmuseum samen met CREA en Muziekschool Hengelo na een fusie op in de stichting Oyfo Kunst & Techniek.